# Носовський Анатолій Володимирович
Носовський Анатолій Володимирович — фахівець з питань ядерної безпеки, академік НАН України (2021), лауреат Державної премії України в галузі науки і техніки (2014), директор Інституту проблем безпеки атомних електростанцій НАН України

## Життєпис
Народився 2 січня 1954 року у місті Маріїнськ Кемеровської області, Росія.
Після закінчення Ленінградського політехнічного інституту, працював у філії Інституту атомної енергії ім. І. В. Курчатова в місті Сосновий Бір Ленінградської області (наразі Науково-дослідний технологічний інститут ім. А. П. Александрова), де займався дослідженнями у галузі радіаційного захисту, розробкою новітніх методів радіаційного контролю та організації дієвої радіаційної безпеки на атомних підводних човнах.
У 1986 році, під час Чорнобильської катастрофи, був направлений на ліквідацію її наслідків для організації виконання робіт із забезпечення радіаційного захисту під час будівництва об'єкта «Укриття» та підготовки до післяаварійного пуску вцілілих енергоблоків Чорнобильської АЕС.
З 1988 року до 1998 року працював заступником головного інженера та заступником генерального директора Чорнобильської АЕС з питань радіаційної безпеки. Одночасно проводив наукові дослідження в галузі радіаційного захисту.
Працював у Державному науково-технічному центрі з ядерної та радіаційної безпеки Державної інспекції ядерного регулювання України.
З 2004 року працює у Інституті проблем безпеки атомних електростанцій НАН України на посадах завідувача відділом, заступника директора з наукової роботи, з 2016 року став директором закладу.

## Наукові напрямки
Методи радіаційного контролю; Розробка систем дозиметричного й технологічного контролю новітніх ядерних установок; Методи надійного забезпечення безпеки експлуатації енергоблоків АЕС; Методи зменшення радіоактивних викидів та скидів з енергоблоків АЕС; Методи ретроспективного відновлення доз опромінення; Протиаварійні процедури під час надзвичайних ситуацій на ядерних об'єктах; Радіаційний вплив на довкілля ядерних установок, Реабілітація територій, які зазнали радіоактивного забруднення; Методи безпечного виведення з експлуатації енергоблоків АЕС.

### Наукові публікації
- Носовський А.В. (перелік публікацій)// Сайт Національної бібліотеки ім. В. Вернадського, Процитовано 6 січня 2023 року
- Носовський А.В. (список публікацій)// Google-Академія, процитовано 6 січня 2023 року